# 진화적 미학
진화적 미학은 생명체의 기본적인 미학적 선호가 생존과 번식 성공을 향상시키기 위해 진화했다고 주장하는 진화 심리학 이론이다.
이 이론에 기초하여 색상 선호도, 선호하는 배우자 신체 비율, 모양, 사물과의 정서적 유대 및 미적 경험의 다른 많은 측면과 같은 것들이 인간 진화와 관련하여 설명될 수 있다.

## 미학과 진화심리학
많은 동물과 인간의 특성이 생존과 번식 성공을 향상시키기 위해 진화했다고 주장되어 왔다. 진화 심리학은 이것을 미학적 선호를 포함한 심리적 특성으로 확장한다. 이러한 특성은 일반적으로 홍적세 시대의 환경에 대한 적응으로 간주되며 현재 환경에 반드시 적응하는 것은 아니다. 예에는 잠재적으로 해로운 상한 음식에 대한 혐오감, 섹스, 달고 기름진 음식을 먹는 즐거움, 거미, 뱀, 어둠에 대한 두려움이 포함된다.
알려진 모든 문화에는 어떤 형태의 예술이 있다. 이 보편성은 예술이 진화적 적응과 관련되어 있음을 시사한다. 예술과 관련된 강한 감정도 마찬가지이다.

## 풍경 및 기타 시각 예술 선호

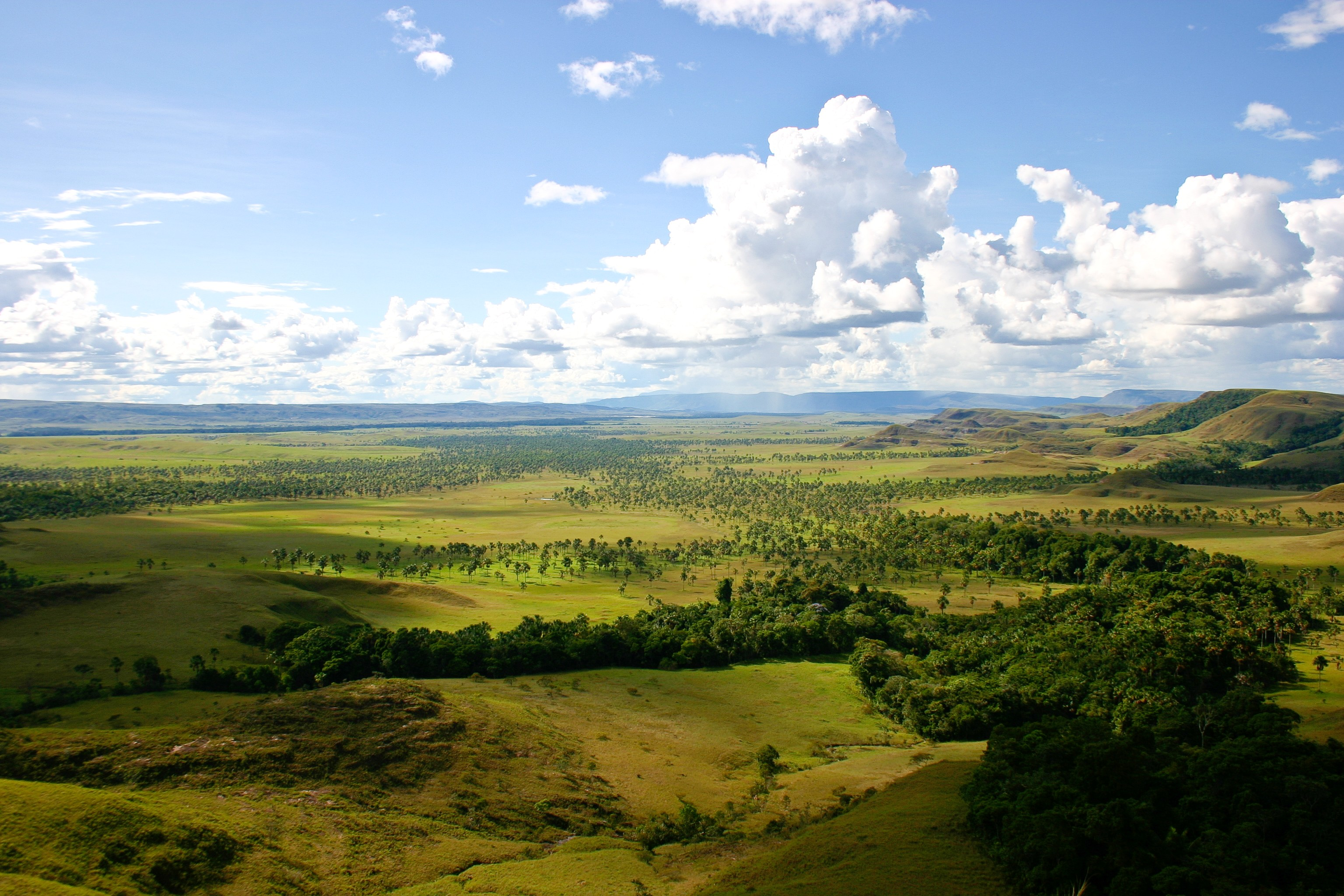
베네수엘라 산 라파엘 그란 사바나.

이동하는 유기체의 중요한 선택은 살기 좋은 서식지를 선택하는 것이다. 인간은 조상 환경에서 좋은 서식지였던 풍경에 대해 강한 미학적 선호도를 가지고 있다고 주장된다. 다른 나라의 어린 사람 아이들에게 표준화된 풍경 사진 중에서 선호하는 풍경을 선택하라는 요청을 받으면 나무가 있는 사바나를 강력하게 선호한다.
동아프리카 사바나는 인간 진화의 상당 부분이 발생했다고 주장되는 조상 환경이다. 또한 물이 있는 풍경에 대한 선호도가 있으며, 개방된 지역과 숲이 있는 지역, 등반 및 음식 섭취에 적합한 높이에 나뭇가지가 있는 나무, 시야에서 굽어지는 경로 또는 강과 같은 탐색을 권장하는 기능이 있는 풍경이 보이거나 암시적으로 나타난다. 게임 동물과 약간의 구름이 있다. 이것들은 모두 달력 아트와 공공 공원 디자인에 자주 등장하는 기능이다.
여러 국가의 예술 선호도를 조사한 결과 사실적인 그림이 선호되는 것으로 나타났다. 가장 좋아하는 특징은 물, 나무 및 기타 식물, 인간(특히 아름다운 여성, 어린이 및 잘 알려진 역사적 인물), 동물(특히 야생 및 국내 대형 동물 모두)이었다. 파란색 다음으로 녹색이 가장 좋아하는 색이었다. 설문 조사를 통해 연구 저자는 각 국가의 선호도를 보여주는 그림을 구성했다. 다양한 문화에도 불구하고 그림은 모두 풍경 달력 예술과 강한 유사성을 보여주었다. 저자들은 이러한 유사성이 사실 서양 달력 산업의 영향 때문이라고 주장했다. 또 다른 설명은 이러한 특징이 진화 심리학이 진화론적 이유로 인기가 있어야 한다고 예측하는 특징이라는 것이다.

## 신체적 매력
신체적으로 매력적인 것으로 인식되는 것에 무엇이 영향을 미치는지에 대한 다양한 진화론적 가설이 제기되어 왔다.
이러한 진화에 기반한 선호도는 반드시 정적일 필요는 없지만 환경에 따라 달라질 수 있다. 그래서 음식의 가용성은 진화적인 이유가 있을 수 있는 매력적인 여성의 신체 크기에 영향을 미친다. 식량이 부족한 사회는 식량이 풍부한 사회보다 여성의 몸집이 더 큰 것을 선호한다. 서구 사회에서 배고픈 남성은 배고프지 않을 때보다 몸집이 큰 여성을 선호한다.

## 진화 음악학
진화 음악학(Evolutionary musicology)은 진화 이론에서 음악심리학의 심리적 메커니즘을 기반으로 하는 생물 음악학의 하위 분야이다. 그것은 인간이 아닌 동물 종의 음성의사 소통, 인간 음악의 진화 이론, 음악적 능력과 처리의 타문화적 인간 보편성을 다룬다. 또한 미학적으로 즐거운지 아닌지에 대한 진화론적 설명도 포함되어 있다.

## Darwinian literary studies
Darwinian Literary Studies(일명 Literary Darwinism)는 진화의 맥락에서 미학적 측면을 포함한 문학을 연구하는 문학 비평의 한 분야이다.

## 감정의 진화
미학은 감정과 연결되어 있고, 감정의 진화에 관한 몇 가지 설명이 있다.
대표적인 것이 부패한 음식, 대변, 썩어가는 몸과의 접촉으로 인한 전염병과 같은 여러 해로운 행동을 피하기 위해 진화했다고 주장하는 혐오감 가설이다.

## sexy son hypothesis, 핸디캡 원리, 그리고 예술

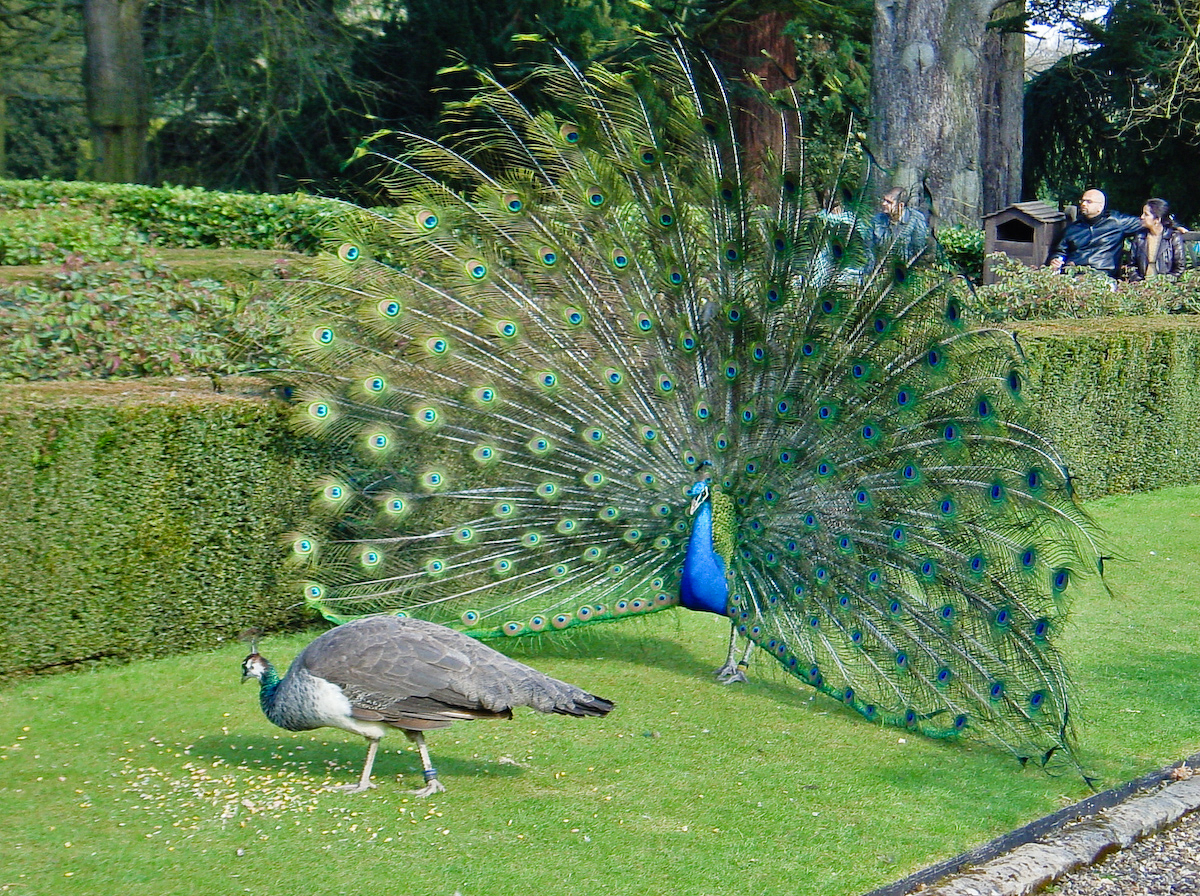
수컷 공작은 춤을 추고 화려한 깃털을 뽐내며 암컷을 구애하기 위해 최선을 다한다.

sexy son hypothesis은 잠재적인 짝 중에서 여성의 최적 선택은 다른 여성에게 매력적인 형질을 가짐으로써 번식 성공의 가장 좋은 기회를 가진 남성 자손을 낳을 수 있는 남성임을 시사한다.
때때로 이러한 특성은 어부 가출 때문에 암컷을 유인하는 것 외에는 번식에 도움이 되지 않을 수 있다. 공작의 꼬리가 한 예일 수 있다. 이것은 또한 핸디캡 원칙의 한 예로 보여졌다.
인간 두뇌의 능력은 사바나에서 생존하는 데 필요한 능력을 훨씬 능가한다고 주장되어 왔다. 한 가지 설명은 인간의 두뇌와 관련 특성(예: 예술적 능력 및 창의성)이 인간의 공작 꼬리와 같다는 것이다. 이 이론에 따르면 예술의 뛰어난 실행은 동료를 끌어들이기 때문에 중요했다.